# Савельєв Мар'ян Іванович
Мар'ян Іванович Савельєв (27 квітня 1932, Луганськ — травень 2013, Київ) — український скульптор; член Спілки радянських художників України з 1970 року.

## Біографія
Народився 27 квітня 1932 року в місті Луганську. 1958 року закінчив Київський державний художній інститут, де навчався у Івана Макогона, Олексія Олійника.
Мешкав у Києві в будинку на Хрещатику, № 13, квартира № 11 та у будинку на вулиці Дегтярівській, № 43/3, квартира № 5. Помер у Києві у травні 2013 року.

## Творчість
| Меморіальна дошка Степану Тимошенку. |
| Меморіальна дошка Адріану Прахову.   |

Працював у галузях станкової та монументальної скульптури, створив понад сто робіт, використовуючи мармур, бронзу, кераміку, та переважно дерево (горіх, акацію, липу). Серед робіт:
- «Старт», «Бій»[2];

пам'ятники
- вчених для Київського політехнічного інституту (1973—1994)[2];
- Вадиму Крищенку, Андрію Малишку, Павлу Усенку[2];

меморіальні дошки в Києві
- Степану Тимошенку на вулиці Гоголівській, № 23 (1995, бронза, горельєф; архітектор В. Приходько)[6];
- Адріяну Прахову на вулиці Великій Житомирській, № 6/11 (1997, бронза, барельєф; у співавторстві з Наталією Дерегус)[7].